# Glen Alpine
Glen Alpine is een plaats (town) in de Amerikaanse staat North Carolina, en valt bestuurlijk gezien onder Burke County.

## Demografie
Bij de volkstelling in 2000 werd het aantal inwoners vastgesteld op 1090.
In 2006 is het aantal inwoners door het United States Census Bureau geschat op 1077, een daling van 13 (-1,2%). Deze stad heeft met 10,09%, het hoogste percentage Miao, een Chinees bergvolk, in Amerika.

## Geografie
Volgens het United States Census Bureau beslaat de plaats een oppervlakte van 4,8 km², geheel bestaande uit land. Glen Alpine ligt op ongeveer 365 m boven zeeniveau.

## Plaatsen in de nabije omgeving
De onderstaande figuur toont nabijgelegen plaatsen in een straal van 24 km rond Glen Alpine.